# 12 de Janeiro (álbum)
12 de Janeiro é o primeiro álbum solo do cantor e compositor brasileiro Nando Reis. O título do álbum é a data de aniversário do compositor. O álbum foi gravado em 1994 nos Estúdios Cia dos Técnicos (Rio de Janeiro) por Mauro Bianchi e lançado no mesmo ano. Até novembro de 1995, havia vendido 25 mil cópias, marca considerada decepcionante pelo músico que, na época, considerou que "houve falha da gravadora, algumas músicas tocavam bem, mas não tinha disco nas lojas". Em agosto de 1997, já havia atingido 27,3 mil cópias.
Nando disse que o disco era basicamente uma forma dele conseguir gravar as canções reprovadas pelos Titãs na produção do álbum Titanomaquia por estarem indo na direção oposta do que o resto do grupo compunha, com a que chegou mais longe sendo  "Meu Aniversário", que tinha um arranjo mais pesado mas foi vetada pela banda por ter sido considerada amena e inconsonante com álbum.  A maior parte da banda do disco gravou com a cantora e ex-namorada de Nando Marisa Monte em Verde, Anil, Amarelo, Cor-de-Rosa e Carvão, e Monte por sua vez ajudou na composição das faixas "Para Querer" e "E.C.T.", e inspirou a canção "A Urca". A faixa "Bom Dia" foi inspirada por seus filhos Theodoro e Sophia.
Nando convidou sua amiga Cássia Eller para fazer um dueto com ele na faixa "Fiz o Que Pude", mas a gravadora vetou a parceria, segundo ele, alegando que a presença de uma artista mais famosa que ele no disco "desviaria o foco".

## Relançamento
No dia 12 de Janeiro de 2023 o cantor lançou uma edição comemorativa do disco na festividade de seus 60 anos.
A versão comemorativa conta com 28 faixas.
| Críticas profissionais                                                      | Críticas profissionais |
| Avaliações da crítica                                                       | Avaliações da crítica  |
| Fonte                                                                       | Avaliação              |
| --------------------------------------------------------------------------- | ---------------------- |
| allmusic                                                                    | [ 7 ]                  |
| Esta tabela precisa de ser acompanhada por texto em prosa. Consulte o guia. |                        |

## Faixas
1. "Bom Dia"
2. "Meu Aniversário"
3. "Me Diga"
4. "Do Itaim para o Candeal"
5. "Foi Embora"
6. "O Seu Lado de Cá"
7. "Fiz o Que Pude"
8. "A Fila"
9. "E.C.T."
10. "Para Querer"
11. "A Urca"
12. "A Menina e o Passarinho"

## Banda
- Nando Reis - voz e violão
- Luiz Brasil - violões
- Dadi Carvalho - baixo
- Cesinha - bateria
- Marcos Suzano - percussão
- William Forghieri - teclados